# Нова Весь (Клодзький повіт)
Нова Весь (пол. Nowa Wieś, нім. Neundorf) — село в Польщі, у гміні Мендзилесе Клодзького повіту Нижньосілезького воєводства.
Населення — 109 осіб (2011).
У 1975-1998 роках село належало до Валбжиського воєводства.

## Демографія
Демографічна структура станом на 31 березня 2011 року:
|          | Загалом | Допрацездатний вік | Працездатний вік | Постпрацездатний вік |
| -------- | ------- | ------------------ | ---------------- | -------------------- |
| Чоловіки | 53      | 10                 | 38               | 5                    |
| Жінки    | 56      | 8                  | 32               | 16                   |
| Разом    | 109     | 18                 | 70               | 21                   |